# Gina Ebels
Gina Ebels (* 16. Dezember 2004) ist eine deutsche Fußballspielerin. Sie ist seit Februar 2025 Vertragsspielerin der Frauenfußballmannschaft des Bundesligisten SPG Altach/Vorderland.

## Karriere

### Beginn
Gina Ebels hat zwei nicht-eineiige Drillingsschwestern. Alle Mädchen begannen bereits im Kindergarten Fußball zu spielen, später folgte die Anmeldung in der F-Jugendmannschaft des ASV Einigkeit Süchteln, für die sie zunächst in einer Jungenmannschaft spielten. Im Alter von zehn Jahren wechselte Ebels mit ihren Schwestern in die D-Jugendmannschaft von Borussia Mönchengladbach. Im Alter von 13 Jahren rückte sie bereits in die C- und im Alter von  14 Jahren in die B-Jugendmannschaft auf. In der Saison 2019/20 bestritt sie neun Punktspiele in der Staffel West/Südwest der B-Juniorinnen-Bundesliga. In der Rückrunde der Saison 2019/20 wechselten die drei Schwestern in die B-Jugendmannschaft des MSV Duisburg. Gina Ebels bestritt zwei Spiele in der B-Juniorinnen-Niederrheinliga, in der Folgesaison fünf in der B-Juniorinnen-Regionalliga West, in denen ihr ein Tor gelang.

### Fortsetzung
Zur Saison 2021/22 rückte Gina Ebels in die erste Mannschaft auf, unterschrieb ihren ersten Profivertrag und wurde in der 2. Bundesliga in zwölf Punktspielen – davon zehn Einwechslungen – mit einer Gesamtspielzeit von 187 Minuten eingesetzt. Für die zweite Mannschaft bestritt sie zwei Punktspiele in der Niederrheinliga, in der Folgesaison fünf, in denen ihr ein Tor gelang.
Mit dem Aufstieg ihres Vereins in die Bundesliga kam sie in der Saison 2022/23 in dieser Spielklasse in drei Punktspielen zum Einsatz. Ihr Debüt in der höchsten Spielklasse gab sie am 25. September 2022 (2. Spieltag) beim 3:0-Sieg im Auswärtsspiel gegen den 1. FFC Turbine Potsdam als Einwechselspielerin in der 87. Minute. Infolge des Abstiegs des MSV und des Rückzugs aus dem Profifußball im Sommer 2024 wurden die Verträge der Spielerinnen aufgelöst. Am 18. Juli 2024 gab der Zweitligist SC Sand ihre Verpflichtung bekannt.
Am 5. Februar 2025 wurde sie von der SPG Altach/Vorderland verpflichtet und mit einem bis zum Saisonende 2025/26 datierten Vertrag an den Verein gebunden.

## Erfolge
- Zweiter 2. Bundesliga 2022 und Aufstieg in die Bundesliga